# Wouter van Bylaer
Wouter van Bylaer, ook Wolter van Byler (Harderwijk, 1504 - Utrecht, 3 maart 1560) was landcommandeur van de Johannieter Orde, de Orde van Sint-Jan.

## Biografie
Van Bylaer werd in 1504 in Harderwijk geboren als zoon van Henrick Henricksz. van Byler en Grietje Evert Reijnerszndr. Hij deed in 1522/1523 zijn intrede in het Catharijneconvent te Utrecht. Hij werd vervolgens commandeur van dit convent en van alle godshuizen van de Johanniter Orde in het bisdom Utrecht. Van 1551 tot 1560 was hij balijer (hoofd of landscommandeur) van de Nederlandse Johannieters.
In 1556 schonk Van Bylaer een van de nieuwe glazen aan de Goudse Sint-Janskerk. Het betreft de voorstelling  "Johannes de Doper bestraft Herodes". Het glas werd ontworpen en gemaakt door de Utrechtse glazenier Jan van Zijl. Op de onderzijde staat Van Bylaer als schenker van het glas aan de linkerzijde knielend afgebeeld. Rechtsachter hem staan Johannes de Doper met het Lam Gods en de heilige Catharina met gebroken rad en zwaard. Aan de bovenzijde van dit gedeelte van het glas staat het motto van Van Bylaer "Moderata durant", door de stadshistoricus Ignatius Walvis vertaald als "Maat houdt staat". Ook op de lijst van zijn - mogelijk door Anthonie van Blocklandt - in 1555 geschilderd portret staat ditzelfde devies.
Van Bylaer overleed in 1560 in zijn woonplaats Utrecht.

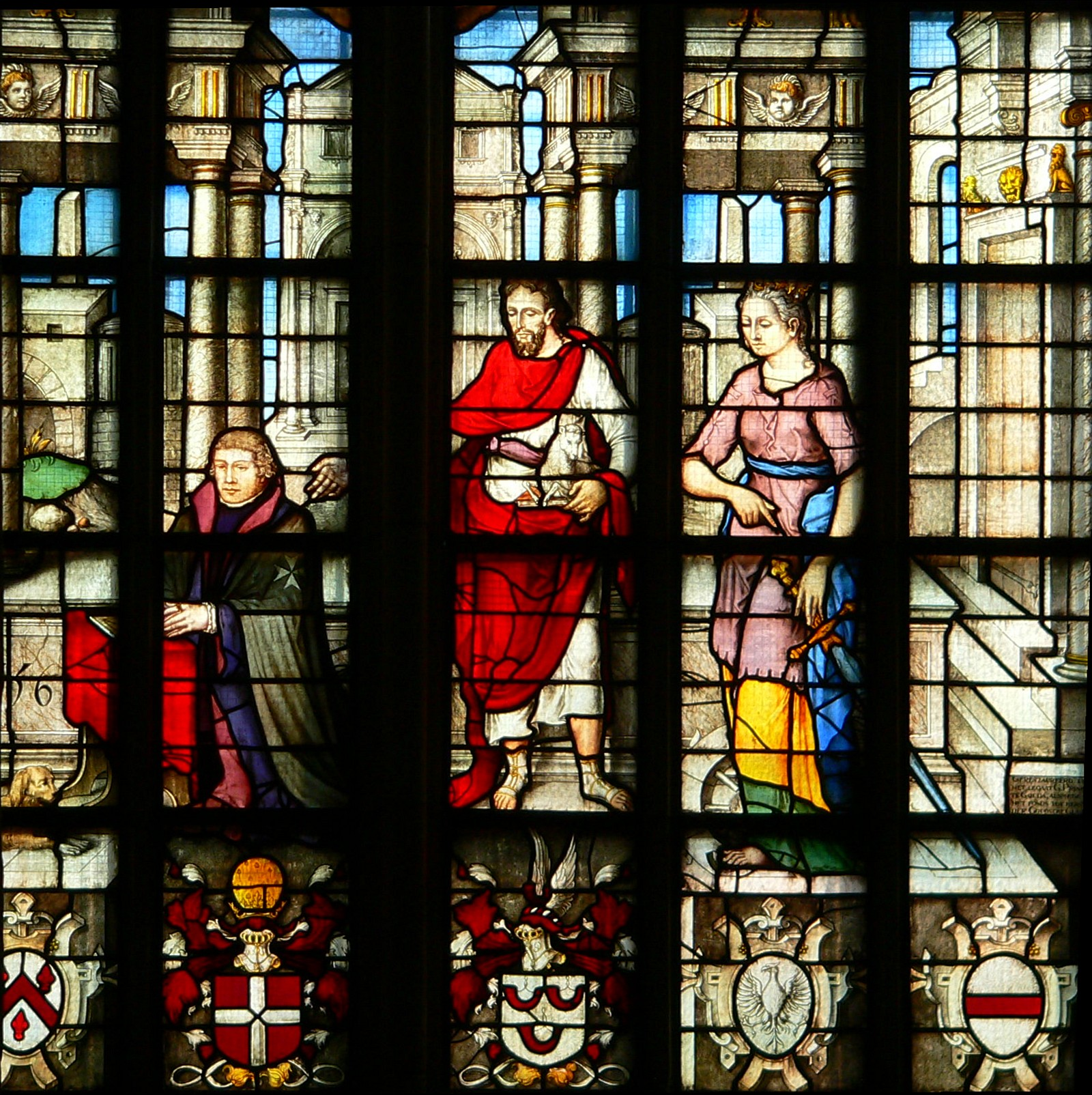
Van Bylaer knielend voor Maria (links van hem, niet zichtbaar op deze uitsnede) en Johannes de Doper met het Lam Gods, afgebeeld op één der Goudse glazen